# Jógvan Poulsen (Løgmaður)
Jógvan Poulsen oder Pálsson war 1654–55 und 1662–77 Løgmaður der Färöer.
Jógvan Poulsen war mit der Tochter von Jógvan Justinusson verheiratet. Er war Bauer in Oyri. 1654 wurde er vom Løgting zu dessen Vorsitzendem gewählt, doch der dänische König Friedrich III. hatte etwas dagegen und erwirkte 1655 die Einsetzung des Dänen Balzer Jacobsen. Dies war der Anfang der Gabelzeit, des düstersten Kapitels in der Geschichte der Färöer.
Sein Sohn Jákup Jógvansson folgte ihm von 1677 bis 1679 im Amt des Løgmaður nach. Dessen Nachfolger wurde 1679 Jóhan Hendrik Weyhe, der mit Jógvan Poulsens Tochter Maren verheiratet war.